# Мінарет Хасана

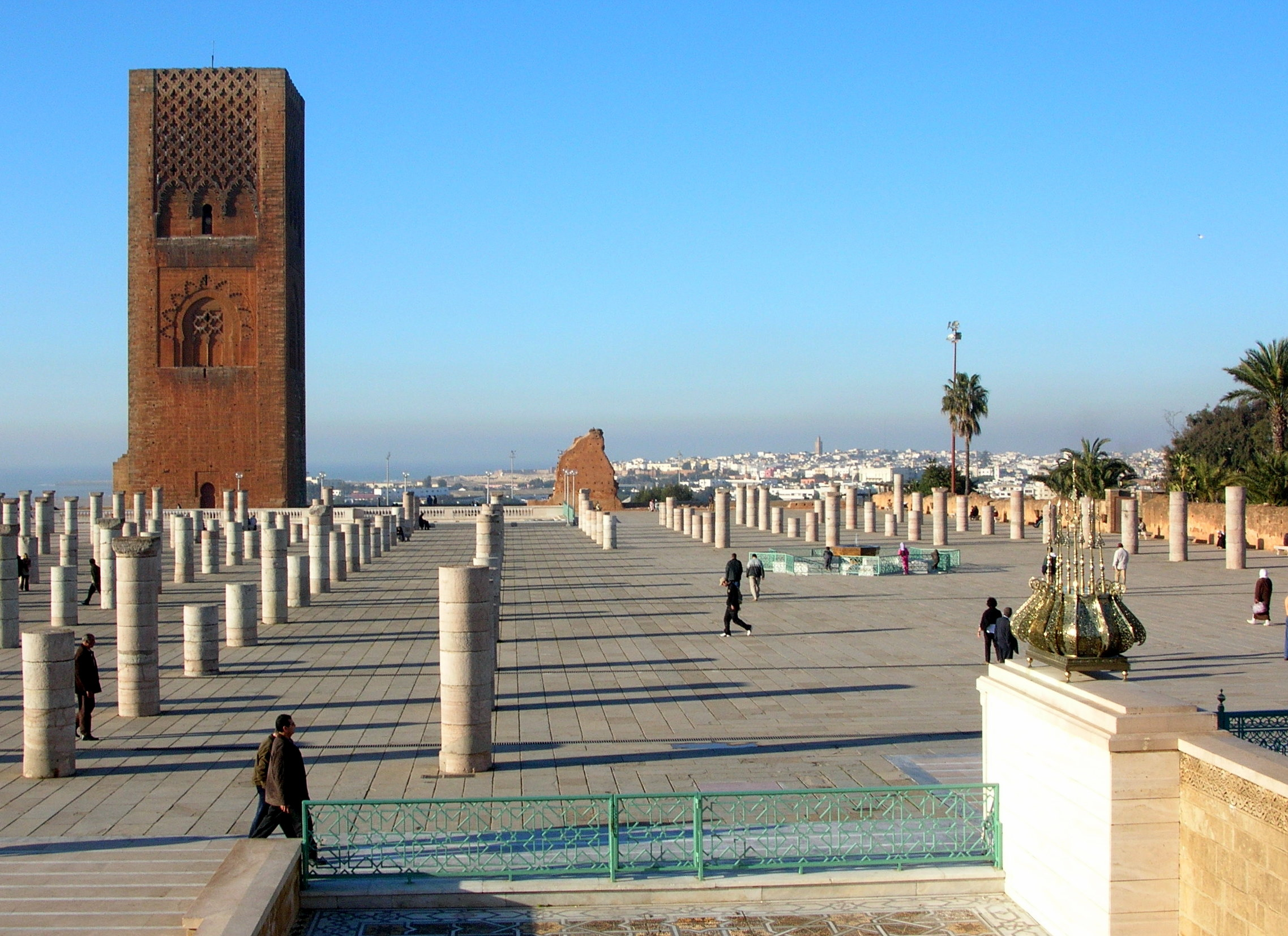
Мінарет і колони недобудованої мечеті

34°01′27″ пн. ш. 6°49′22″ зх. д. / 34.0241° пн. ш. 6.82272° зх. д.
Мінарет Хасана (араб. صومعة حسان) — закладений 1195 року за наказом  Альмохадського еміра  Якуба аль-Мансура мінарет поблизу Касба Удая в Рабаті, Марокко. Передбачалося, що при висоті 86 метрів він стане найвищою будівлею ісламського світу. В 1199 р., коли мінарет був добудований до 44 метрів, емір помер і спорудження припинилося.
За своїм архітектурним виглядом мінарет Хасана близький до севільської Хіральди, яка будувалася в той же час — можливо, під наглядом тих же самих зодчих. Прототипом обох будівель вважається 70-метровий мінарет Кутубія в Марракеші.
Від велетенської мечеті, яку передбачалося спорудити біля мінарету, збереглися лише дві сотні стовпів з пісковику. На іншій стороні площі, зайнятої цими стовпами, в 1960-ті рр. був збудований сучасний мавзолей Мухаммеда V і його синів.